# Vertigem posicional paroxística benigna
Vertigem posicional paroxística benigna (VPPB) é um distúrbio decorrente de um problema no ouvido interno. Seus sintomas são episódios repentinos de vertigem (tontura rotatória), algumas vezes acompanhadas de náuseas  e geralmente desencadeados por mudanças de posição da cabeça.. As posições mais comuns que desencadeiam os sintomas são deitar ou levantar da cama, girar de lado na cama ou inclinar a cabeça para cima. Esses episódios duram geralmente menos de um minuto. A VPPB é uma das causas mais comuns de vertigem.
A vertigem e os demais sintomas da VPPB são atribuídos ao deslocamento anormal das partículas de otólitos provenientes da mácula do utrículo, que excitam a ampola de um ou mais canais semicirculares, transformando-os em órgãos sensíveis à gravidade. Esta disfunção ocorre de forma idiopática em muitos pacientes, mas pode ser secundária ao envelhecimento do sistema vestibular, ao traumatismo da orelha interna, a doenças otológicas, à labirintite, à neurite vestibular, à insuficiência circulatória na distribuição da artéria vestibular anterior, ao uso de medicamentos ototóxicos, à hidropisia endolinfática, à migrânea, entre outras causas. É um tipo de distúrbio do equilíbrio, juntamente com a labirintite e a doença de Ménière. O diagnóstico é sempre confirmado pelo teste de Dix-Hallpike, uma manobra que, nesses pacientes, irá desencadear um nistagmo evidente, com latência e de curta duração. Em casos típicos não é necessário a realização de exames de imagem.
A VPPB é muitas vezes tratada com uma série de movimentos simples, como a manobra de Epley ou os exercícios de Brandt-Daroff. Medicamentos podem ser indicados para as náuseas. A betaistina também é eficaz no controle da vertigem, mas a sua utilização geralmente não é necessária. A VPPB não é uma condição grave e o quadro normalmente é revertido em uma a duas semanas. Entretanto, ela pode ser recorrente em alguns indivíduos.
A primeira descrição médica da VPPB foi feita em 1921, por Robert Bárány. Cerca de 2,4% da população mundial é afetada por essa condição em algum momento da vida, sendo que a ocorrência em mulheres é duas vezes maior que em homens. Entre indivíduos que chegam aos 80 anos, 10% são afetados.

## Epidemiologia
Existem poucas pesquisas sobre a frequência da vertigem posicional benigna. Um motivo para isso é a alta taxa de remissão espontânea da vertigem antes mesmo da consulta ao médico.
Existem dados que indicam há 64 novos doentes por 100.000 habitantes por ano, e 160.000 novos doentes por ano nos Estados Unidos. Os últimos dados estimam que na Alemanha a vertigem posicional benigna corresponde a cerca de 1/3 das formas de vertigem que levam a uma disfunção do ouvido interno.

## Sinais e sintomas
Os sintomas primários são vertigem e nistagmo de origem súbita que ocorrem exclusivamente com o movimento da cabeça na direção da orelha afetada.
Os pacientes geralmente descrevem sua primeira experiência ocorrendo enquanto giram a cabeça na cama. A duração da vertigem é geralmente de 5 a 30 segundos, podendo estar frequentemente associada com náusea.
O teste de Dix-Hallpike é usado para identificar a vertigem posicional paroxística benigna.

## Tratamento
A VPPB pode ser tratada através de manobras de reposicionamento dos otólitos do ouvido interno (manobra de Epley). Além dessa manobra existem outras manobras que podem ser realizadas pelo paciente em casa. Elas devem, no entanto, ser realizadas somente com a confirmação do diagnóstico através de um médico. Somente um médico pode diferenciar as causas de vertigem.

## Prognóstico
A vertigem posicional benigna é uma doença benígna, mas pode ser extremamente desagradável. No entanto, ela desaparece mesmo sem tratamento na maioria das vezes em dias e semanas, mas em alguns pacientes pode durar mais, de meses até anos. Por esse motivo e devido ao sofrimento do paciente, uma terapia deve ser em todos casos oferecida, não devendo ser aguardada a remissão espontânea.
A vertigem posicional benigna acontece novamente em 30-50% dos pacientes não tratados em 2 anos. Através de métodos especiais o paciente pode em sua própria casa realizar manobras para tratar as recidivas da doença.